# Герб комуни Чінда
Герб комуни Чінда (швед. Kinda kommunvapen) — символ шведської адміністративно-територіальної одиниці місцевого самоврядування комуни Чінда. 

## Історія
Від XVІ століття герад (територіальна сотня) Чінда використовувала цей знак на печатці. На його основі 1950 року було розроблено проєкт герба. 
Після адміністративно-територіальної реформи, проведеної в Швеції на початку 1970-х років, муніципальні герби стали використовуватися лишень комунами. Цей герб був 1974 року перебраний для нової комуни Чінда, лише в ньому додано срібний бордюр.
Герб комуни офіційно зареєстровано 1975 року.

## Опис (блазон)
У червоному полі срібний укорочений рівносторонній млиновий хрест з перемичками на всіх кінцях.

## Зміст
Сюжет герба походить з печатки гераду (територіальної сотні) Чінда за 1568 рік.      